# Atlantische Hurrikansaison 2007
Die Atlantische Hurrikansaison 2007 begann offiziell am 1. Juni und endete am 30. November. Innerhalb dieser Periode bilden sich die meisten tropischen Stürme, da nur zu dieser Zeit geeignete Bedingungen, wie etwa ein warmer Ozean, feuchte Luft und wenig Windscherung, existieren, um die Bildung von Tropischen Wirbelstürmen zu ermöglichen. Dennoch formte sich bereits am 9. Mai das erste benannte System, das der Saison zu einem frühen Start verhalf.
Mit dem Erreichen der Kategorie 5 auf der Saffir-Simpson-Hurrikan-Windskala durch Hurrikan Felix wurde die Saison die vierte von bislang insgesamt sechs Saisons seit Beginn der Aufzeichnungen durch das National Hurricane Center (NHC) (Stand Juli 2021), in der es mehr als einen Hurrikan dieser Stärke gab (die anderen sind die Saisons 1960, 1961, 2005, 2017 und 2019). Außerdem ist die Saison die erste Hurrikansaison, in der zwei Hurrikane mit dieser Stärke auf Land trafen.
Das Climate Prediction Center der National Oceanic and Atmospheric Administration prognostizierte noch Anfang August 2007 eine sehr hohe Wahrscheinlichkeit für eine deutlich überdurchschnittliche Hurrikansaison (85 % überdurchschnittlich, 10 % durchschnittlich, 5 % unterdurchschnittlich), mit 13 bis 16 benannten Stürmen, 7 bis 9 Hurrikane, 3 bis 5 starke Hurrikane und einer ACE von 140 % bis 200 % des Medians.
Die atlantische Hurrikansaison 2007 blieb jedoch in Bezug auf die Hurrikanaktivität (ACE) deutlich unter dem Durchschnitt (−27,4 %). Betrachtet man die gesamte nördliche Hemisphäre, war die Aktivität die niedrigste seit 1977. Zudem gab es im ersten Halbjahr zwischen dem 6. April (Tropischer Sturm Kong-rey) und dem 13. Mai (Zyklon Akash) mit 37 Tagen die längste Periode ohne globale Wirbelsturmaktivität seit Beginn der Satellitenbeobachtung. Auch die Anzahl der Wirbelstürme war vergleichsweise gering, lediglich in den Jahren 1977 (22 Stürme), 1979 und 1988 (26 Stürme), sowie 1999 (27 Stürme) wurden weniger Hurrikane beobachtet.
Stürme im Pazifischen Ozean sind im Artikel Pazifische Hurrikansaison 2007 gelistet.

## Stürme

### Subtropischer Sturm Andrea
Ein zunächst extratropisches Tiefdruckgebiet begann am 9. Mai auf den warmen Gewässern des Golfstroms langsam geordnete Konvektion aufzubauen. Später fand ein Aufklärungsflugzeug einige tropische Merkmale im Zyklon vor und das System wurde Subtropischer Sturm Andrea benannt. Zu diesem Zeitpunkt lag der Sturm etwa 225 km südöstlich von Savannah, Georgia. Als das System am nächsten Tag den warmen Golfstrom verließ, verminderte sich, auch bedingt durch starke Windscherung, die konvektive Aktivität des Systems schlagartig und Andrea wurde in ein subtropisches Tiefdruckgebiet abgestuft. Am selben Tag degenerierte es sich in ein Resttief. Am 11. Mai begann sich wieder Konvektion über dem Zentrum aufzubauen und am 12. Mai erklärte das NHC, dass ein geringfügiger Anstieg der Gewittertätigkeit ausreichen würde, um das System zu einem tropischen Tiefdruckgebiet aufzustufen. Dies geschah aber nicht und das System wurde am 14. Mai in eine Kaltfront absorbiert.
Das System verursachte hohe Wellen auf den Küsten von Florida bis North Carolina, durch welche auch ein Surfer ums Leben kam. Starke Winde durch Andrea ließen Buschfeuer in Florida und Georgia neu entfachen und verschlimmerten die Lage weiter. Der Sturm war der erste benannte Maisturm seit Arlene 1981. Das extratropische Vorgängertief tötete außerdem fünf weitere Menschen.
- NHC-Archiv zu Subtropischer Sturm Andrea (Englisch)
- NHC Tropical Cyclone Report zu Subtropischer Sturm Andrea (PDF, Englisch; 339 kB)

### Tropischer Sturm Barry
Am 30. Mai bildete sich im Golf von Honduras ein breites Tiefdruckgebiet aus. Nach Norden ziehend konnte sich das System leicht verstärken und wurde dann nach einem Aufklärungsflug als tropischer Sturm Barry klassifiziert. Bemerkenswerterweise konnte das System diese Intensität trotz heftiger vertikaler Windscherung aufrechterhalten und Sturmwarnungen wurden für den Westen Floridas herausgegeben. Das System traf schließlich am 2. Juni, als minimaler tropischer Sturm, nahe Tampa Bay auf das Festland, richtete aber kaum Schäden an. Im Gegenteil, das System brachte wichtigen Niederschlag für das dürregeplagte Florida mit sich. Danach degenerierte das System schnell in ein extratropisches Tiefdruckgebiet, das schließlich noch über weiten Teilen der Ostküste Regenfälle verursachte.
Durch Barry ertrank ein Surfer vor der Küste Floridas, außerdem ist der Sturm indirekt für zwei Verkehrstote verantwortlich.
- NHC-Archiv zu Tropischer Sturm Barry (Englisch)
- NHC Tropical Cyclone Report zu Tropischer Sturm Barry (PDF, Englisch; 788 kB)

### Tropischer Sturm Chantal
Chantal war das dritte System der Saison. Es entwickelte sich am 28. Juli 2007 aus einem Tiefdruckgebiet und wurde am 30. Juli 2007 als Tropisches Tiefdruckgebiet in der Nähe von Bermuda klassifiziert, als es organisierte Konvektion nahe dem Zentrum aufrechterhalten konnte. Das System wurde am 31. Juli zum Tropischen Sturm aufgestuft, dem ersten nach über zwei Monaten. Der Sturm zog dann weiter nach Neuschottland und wurde am 1. August nach 18 Stunden auf seinem Weg nach Neufundland außertropisch.
Überflutungen durch starke Regenfälle wurden am 1. August in Placentia und aus der Provinzhauptstadt St. John’s gemeldet, wo etwa 100 mm Niederschlag fielen. Bis zu 150 mm Regen verzeichnete die Umgebung von Whitbourne. Im Süden der Halbinsel Avalon wurden Dutzende Straßen weggespült, Keller liefen voll und mehrere Ortschaften waren von der Außenwelt abgeschnitten. Die Fährverbindungen zwischen Argentia, Neufundland und Labrador und North Sydney, Nova Scotia mussten eingestellt werden.
Für die Gebiete um Placentia Bay und Conception Bay wurde der Notstand ausgerufen. Die Schäden gingen in die Millionen und erreichten alleine in Placentia über 4 Millionen Dollar.
- NHC-Archiv zu Tropischer Sturm Chantal (Englisch)
- NHC Tropical Cyclone Report zu Tropischer Sturm Chantal (PDF, Englisch; 578 kB)

### Hurrikan Dean
Dieses System entstand am 13. August aus einer starken tropischen Welle west-südwestlich der kapverdischen Inseln. Es wurde am 14. August zum Tropischen Sturm hochgestuft und erhielt den Namen Dean.
Am 16. August erreichte der Sturm die Kleinen Antillen und passierte sie am 17. August in westlicher Richtung zwischen St. Lucia und Martinique. Er hinterließ schwere Schäden und zerstörte große Teile der Zuckerrohr- und Bananenplantagen, mindestens vier Menschen fanden den Tod, davon zwei durch einen Erdrutsch auf Dominica.
Aufgrund der Messungen eines Erkundungsflugzeuges der US Air Force und ungewöhnlich hoher Wassertemperaturen (um 30 °C) wurde Dean am 18. August in die Kategorie 4 der Saffir-Simpson-Hurrikan-Windskala aufgestuft. In der Nacht vom 19. August auf den 20. August hat der Hurrikan Jamaika erreicht und schwere Schäden verursacht. Bereits am Wochenende waren auf Haiti und in der Dominikanischen Republik acht Menschen durch den Wirbelsturm ums Leben gekommen.
Am Abend des 20. August wurde Dean zum Hurrikan der höchsten Kategorie 5 aufgestuft und erreichte in dieser Stärke die Halbinsel Yucatán in der Nähe des Touristenorts Majahual, wo er aber keine schweren Schäden anrichtete. Dean hat sich über Yucatán zu einem Hurrikan der Kategorie 1 abgeschwächt. Nachdem er Yucatán in Richtung der Bucht von Campeche verlassen hatte, wo er wieder an Kraft gewann, erreichte Dean um 11:30 Uhr Ortszeit (CDT) bei Tecolutla, südlich von Tuxpan im Bundesstaat Veracruz, als Kategorie-2-Hurrikan erneut das Festland.
- NHC-Archiv zu Hurrikan Dean (Englisch)
- NHC Tropical Cyclone Report zu Hurrikan Dean (PDF, Englisch; 1,5 MB)

### Tropischer Sturm Erin
Ein bereits sich seit mehreren Tagen entwickelndes Tief wurde am 15. August um 03:00 Uhr UTC vom NHC etwa 685 km südöstlich von Brownsville, Texas als Tropisches Tiefdruckgebiet 5 definiert und aufgrund von Wetterdaten eines NOAA-Erkundungsflugzeuges am selben Tag zum Tropischen Sturm Erin aufgestuft. Kurz nachdem er nahe Lamar, Texas, das Festland erreichte, schwächte sich der Sturm am 16. August zu einem tropischen Tiefdruckgebiet ab und das NHC gab seine letzte Warnung zu dem System ab. Danach driftete das System durch Texas und bildete weiterhin eine ausgeprägte Konvektion. Die Winde gingen am 18. August auf 30 km/h zurück und erreichten nur in Böen eine größere Stärke. Das System zog in nordwestlicher Richtung, von teils heftigen Gewittern begleitet, die um das Zentrum von Erin rotierten. Am 19. August 2007 begann sich Erin plötzlich wieder zu verstärken und erreichte zunächst Winde von 55 km/h, etwas westlich von Oklahoma City und das System bildete erneut eine Struktur, die einem Hurrikanauge ähnlich war. Erin konnte noch einmal Spitzenböen von mehr als 130 km/h erreichen. Einige Stunden später schwächte sich Erin endgültig ab und löste sich dann über dem Südwesten von Kansas auf.
- NHC-Archiv zu Tropischer Sturm Erin (Englisch)
- Information Concerning the Remnants of Tropical Storm Erin (Englisch)
- NHC Tropical Cyclone Report zu Tropischer Sturm Erin (PDF, Englisch; 618 kB)

### Hurrikan Felix
Am 24. August löste sich von der afrikanischen Küste eine tropische Welle, die am 31. August 295 km östlich der Windward Islands genannten Südgruppe der Inseln über dem Winde das Tropische Tiefdruckgebiet Sechs bildete und sich am nächsten Tag, nachdem das System über Grenada hinweggezogen war, zum Tropischen Sturm Felix entwickelte. In der Nacht zum 2. September intensivierte sich der Sturm rapide und nach einem Aufklärungsflug der U.S. Air Force wurde Felix zu einem Hurrikan der Kategorie 2 aufgestuft.
Im Folgenden war der Hurrikan in die höchste Kategorie 5 eingestuft worden. Nach dem Durchlaufen einer Eyewall-Neubildung schwächte sich der Hurrikan in der Nacht zum 4. September in die Kategorie 4 ab. Der Hurrikan intensivierte sich jedoch erneut und traf als Hurrikan der Kategorie 5 etwas südlich vom Cabo Gracias a Dios mit Windgeschwindigkeiten von 260 km/h auf die Küste.
Zu diesem Zeitpunkt reichte der Radius der größten Winde bis in eine Entfernung 75 km vom Zentrum des Sturmes, in der Stärke eines tropischen Sturmes bedeckten sie einen Umkreis von bis zu 185 km.
Über Land hat sich der Sturm rapide zu einem tropischen Tiefdruckgebiet abgeschwächt und das NHC hat seine letzte Sturmwarnung zu FELIX ausgegeben. Der Sturm hat in Honduras mehr als 130 Personen getötet. An der Atlantikküste Nicaraguas forderte der Hurrikan ca. 100 Todesopfer (offiziell wurden nur 40 anerkannt), Schätzungen zufolge wurden 37.448 Menschen obdachlos.
- NHC-Archiv zu Hurrikan Felix (Englisch)
- NHC Tropical Cyclone Report zu Hurrikan Felix (PDF, Englisch; 431 kB)

### Tropischer Sturm Gabrielle
Der Subtropische Sturm Gabrielle bildete sich am 8. September südöstlich der Küste South Carolinas aus einem außertropischen Sturmsystem. Da das System begann, Charakteristiken eines tropischen Sturmes anzunehmen, wurde durch das NHC der Sturm am 9. September etwa 300 km südöstlich von Cape Lookout als Tropischer Sturm Gabrielle eingestuft.
Am 9. September um 11:45 Uhr Ortszeit (EDT) passierte Gabrielle die Küste von North Carolina in Höhe von Cape Lookout und bewegte sich über das Festland. In der unmittelbaren Umgebung fielen 100 bis 150 mm Regen, es wurden jedoch keine Sachschäden oder Personenopfer verzeichnet. Danach zog Gabrielle als tropisches Tiefdruckgebiet auf den offenen Atlantik hinaus und löste sich am 11. September auf.
- NHC-Archiv zu Tropischer Sturm Gabrielle (Englisch)
- NHC Tropical Cyclone Report zu Tropischer Sturm Gabrielle (PDF, Englisch; 348 kB)

### Tropischer Sturm Ingrid
Das tropische Tiefdruckgebiet Acht bildete sich am 12. September etwa 1800 km östlich der Antillen. Aufgrund ungünstiger Windscherung im Bereich seiner Zugbahn konnte sich das System nur zu einem tropischen Sturm entwickeln.
Am Abend des 13. September wurde das System zu einem Tropischen Sturm heraufgestuft und bekam den Namen Ingrid. Am 15. September hatte sich das System dann soweit abgeschwächt, dass es wieder zum tropischen Tiefdruckgebiet herabgestuft wurde. und am 17. September gab das NHC die letzten Hinweise zu dem ersten System der Saison aus, das nicht Land gefährdet hat.
- NHC-Archiv zu Tropischer Sturm Ingrid (Englisch)
- NHC Tropical Cyclone Report zu Tropischer Sturm Ingrid (PDF, Englisch; 216 kB)

### Hurrikan Humberto
Das tropische Tiefdruckgebiet Neun bildete sich am 12. September, also am gleichen Tag wie Ingrid, im nordwestlichen Golf von Mexiko. Es entwickelte sich rasch zu einem Hurrikan der Kategorie 1 und erhielt den Namen „Humberto“.
Am 13. September um 2 Uhr Ortszeit (CDT) überquerte das Zentrum von Humberto mit einer Geschwindigkeit von 135 km/h in der Nähe von High Island die Küstenlinie von Texas und erreichte damit als sechster Sturm in dieser Saison das Festland. Damit sind erstmals seit Hurrikan Wilma des Jahres 2005 die Vereinigten Staaten direkt von einem Hurrikan getroffen worden.
Der Sturm hat in Texas ein Todesopfer verursacht. Die Überbleibsel von Humberto vereinigten sich über Alabama mit einer Kaltfront. Dadurch entstanden in Georgia und North Carolina ausgedehnte Regenfälle.
James Franklin, einer der führenden Hurrikan-Spezialisten des NHC in Miami, urteilte über Hurrikan Humberto: „Um diese Entwicklung ins rechte Licht zu rücken – kein tropischer Wirbelsturm zuvor in der Geschichte der Aufzeichnungen hat jemals, kurz vor Erreichen des Festlandes, schneller eine solche Intensität erreicht. Es wäre schön, eines Tages zu wissen, warum dies geschah.“
- NHC-Archiv zu Hurrikan Humberto (Englisch)
- NHC Tropical Cyclone Report zu Hurrikan Humberto (PDF, Englisch; 348 kB)

### Tropisches Tiefdruckgebiet Zehn
Ein außertropisches Tiefdruckgebiet bildete sich am 18. September vor der Ostküste Floridas. Es wanderte langsam westwärts, nachdem es sich von einem Trog über dem Atlantik gelöst hatte und überquerte die Halbinsel Florida am 19. September. Nachdem es am 20. September in den Golf von Mexiko gelangt war, entwickelte es sich langsam vorteilhafter. Am 21. September um 15:00 Uhr UTC klassifizierte das NHC 75 km südwestlich von Apalachicola, Florida das Subtropische Tiefdruckgebiet Zehn. Drei Stunden später wurde das System als ein vollwertiges tropisches System reklassifiziert. Um 0:00 UTC begann das Tiefdruckgebiet über Land zu ziehen, ohne zuvor die Stärke eines tropischen Sturmes erreicht zu haben und löste sich dann über Louisiana auf. Das sich bildende Tiefdruckgebiet hat in Eustis einen Tornado ausgelöst, der etwa 50 Häuser beschädigte oder zerstörte, ohne allerdings Personen ernsthaft zu verletzen.
- NHC-Archiv zu Tropisches Tiefdruckgebiet Zehn (Englisch)
- NHC Tropical Cyclone Report zu Tropisches Tiefdruckgebiet Zehn (PDF, Englisch; 115 kB)

### Tropischer Sturm Jerry
Am 23. September bildete sich rund 1700 Kilometer westlich der Azoren das tropische Tiefdruckgebiet 11. Noch am selben Tag wurde es zu einem subtropischen Sturm heraufgestuft und bekam den Namen Jerry. In der Nacht zum 24. September wandelte sich Jerry in einen tropischen Sturm um. Wenig später zog das System über kühlere Gewässer und schwächte sich in ein tropisches Tiefdruckgebiet ab. Kurz bevor Jerry von einem größeren außertropischen System absorbiert wurde, verstärkte es sich nochmals zu einem tropischen Sturm und erreichte seine höchste Intensität mit 75 km/h.
- NHC-Archiv zu Tropischer Sturm Jerry (Englisch)
- NHC Tropical Cyclone Report zu Tropischer Sturm Jerry (PDF, Englisch; 51 kB)

### Hurrikan Karen
In der Frühe des 25. September entstand westlich der Kapverden ein tropisches Tiefdruckgebiet, das nach einigen Stunden zum tropischen Sturm Karen aufgestuft wurde.
Das System konnte sich zunächst aufgrund von nordwestlicher Windscherung zunächst nur langsam verstärken. Als diese jedoch nachließ, intensivierte sich Karen schnell, bevor starke Windscherung diese Entwicklung aufhielt. Das NHC gab am 27. November bekannt, dass bei der Nachanalyse festgestellt wurde, dass Karen am 26. September um 12:00 UTC mit einem Luftdruck von 988 hPa und Windgeschwindigkeiten von 120 km/h die Stärke eines Hurrikanes der Kategorie 1 erreichte.
- NHC-Archiv zu Hurrikan Karen (Englisch)
- NHC Tropical Cyclone Report zu Hurrikan Karen. (PDF, Englisch; 1,5 MB)

### Hurrikan Lorenzo
Am 21. September entwickelt sich ein Konvektionsgebiet im westlichen Karibischen Meer, bildete am 22. September ein ausgedehntes Gebiet mit niedrigem Luftdruck an, und zog am 23. September über die Halbinsel Yucatán. Über die nächsten paar Tage hinweg zog das System über den südwestlichen Golf von Mexiko, aber aufgrund von starken Windscherungen blieb die Entwicklung der Konvektion begrenzt.
Am Abend des 25. September wurde bei einem Aufklärungsflug festgestellt, dass sich ein tropisches Tiefdruckgebiet entwickelt hatte. Das Tief zog langsam nach Süden und Südwesten in die Bucht von Campeche. Am 27. September begann eine rapide Intensivierung und um die Mittagszeit wurde aus dem Tiefdruckgebiet ein tropischer Sturm. Schon weniger als sieben Stunden später erreichte Lorenzo die Kategorie 1 auf der Saffir-Simpson-Hurrikan-Windskala.
Lorenzo gelangte im Mittelabschnitt der mexikanischen Küste in der Frühe des 28. Septembers als ein Hurrikan der Kategorie 1 über Land und löst sich kurz darauf auf.
- NHC-Archiv zu Hurrikan Lorenzo (Englisch)
- NHC Tropical Cyclone Report zu Hurrikan Lorenzo (PDF, Englisch; 180 kB)

### Tropischer Sturm Melissa
Ein Gebiet mit niedrigem Luftdruck und einer tropischen Welle in der Nähe der Kapverden entwickelte sich am 28. September zu einem tropischen Tiefdruckgebiet, nachdem es sich über zwei Tage hinweg langsam entwickelt hatte. In der Frühe des nächsten Tages verstärkte es sich zum Tropischen Sturm Melissa, dem achten benannten Sturm im September und stellte damit den Rekord der meisten in einem einzigen Monat gebildeten Stürme ein. Schon bald darauf schwächte sich das System wegen Windscherungen ab und löst sich am 30. September auf.
- NHC-Archiv zu Tropischer Sturm Melissa (Englisch)
- NHC Tropical Cyclone Report zu Tropischer Sturm Melissa (PDF, Englisch; 130 kB)

### Tropisches Tiefdruckgebiet Fünfzehn
Das tropische Tiefdruckgebiet Fünfzehn bildete sich am 11. Oktober 2007 im nördlichen Zentralatlantik, etwa 1380 km östlich der Bermuda-Inseln. Das System, das sich mit anfänglichen Windgeschwindigkeiten von 40 km/h in ost-nordöstliche Richtung bewegte, entwickelte sich vermutlich aus den Überresten des tropischen Sturms Karen. In der Nacht vom 12. zum 13. Oktober löste sich das System über dem Atlantik wieder auf, ohne auf Festland getroffen zu sein.
- NHC-Archiv zu Tropisches Tiefdruckgebiet Fünfzehn (Englisch)
- NHC Tropical Cyclone Report zu Tropisches Tiefdruckgebiet Fünfzehn (PDF, Englisch; 40 kB)

### Hurrikan Noel
Am 28. Oktober bildete sich in der Karibik südlich von Hispaniola das Tropische Tiefdruckgebiet 16. Ausläufer des Tiefs brachten schwere Regenfälle auf der Insel. Schnell verstärkte sich das Tief und wurde zum Tropischen Sturm heraufgestuft und bekam den Namen Noel.
Obwohl sich der Sturm nach anfänglichen Vorhersagen entlang der Südküste von Haiti und Kuba in Richtung West-Nordwest bewegen und dann in Höhe der Schweinebucht in nordöstlicher Richtung abdrehen sollte, nahm das Tief zunächst einen anderen Verlauf und zog über die westliche Dominikanische Republik in Richtung Nord-Nordwest. Dort und im Nachbarland Haiti verursachten die unwetterartigen Regenfälle schwere Überschwemmungen, wodurch mindestens 122 Menschen ums Leben kamen. Der Präsident der Dominikanischen Republik, Leonel Fernández, verhängte für die kommenden 30 Tage den nationalen Notstand.
Danach drehte Noel nach Westen in Richtung Kuba ab, überquerte die Provinzen von Guantánamo bis Sancti Spíritus und brachte dort sowie in den benachbarten Regionen starke Regenfälle. In der Provinz Guantánamo beispielsweise wurde eine Niederschlagsmenge von 125 mm innerhalb von 24 Stunden gemessen. Infolge der dadurch verursachten Überschwemmungen beklagt Kuba den Verlust eines Menschenlebens sowie Schäden von insgesamt 500 Millionen US-Dollar. Es wurden insgesamt fast 22.000 Häuser beschädigt, davon 1137 total zerstört. Außerdem gab es gewaltige Schäden in der Land- und Forstwirtschaft sowie durch beschädigte oder zerstörte Straßen und Eisenbahnschienen. In Jamaica starb mindestens eine Frau infolge eines Erdrutsches.
Bei Sancti Spíritus änderte der Sturm wieder seine Richtung nach Norden und zog in Richtung Nassau auf den Bahamas.
Obwohl das NHC eine Entwicklung des Systems zu einem Hurrikan als unwahrscheinlich vorausgesagt hatte, erreichte Noel in der Nacht zum 2. November (MEZ) den Status eines Hurrikan der Kategorie 1. Er entwickelte Windgeschwindigkeiten bis zu 120 km/h und bewegte sich in nordnordöstlicher Richtung von den Bahamas weg. Am Abend des 2. November verlor Noel seine tropischen Eigenschaften und begann mit der Umwandlung in einen außertropischen Wirbelsturm. Das NHC hat deswegen seine letzte Warnung zu Noel ausgegeben, obwohl der Sturm zu dem Zeitpunkt noch Kategorie 1 auf der Saffir-Simpson-Hurrikan-Windskala erreichte. Der Sturm zog in nord-nordöstlicher Richtung und überquerte die atlantischen Provinzen Kanadas mit Windgeschwindigkeiten von bis zu 140 km/h und Niederschlagsmengen von bis zu 90 mm. Erst am späten Abend des 4. November (UTC) erklärte das Canadian Hurricane Center den Übergang zu einem außertropischen Wirbelsturm für beendet. Zu diesem Zeitpunkt befand sich das Zentrum von Noel im Sankt-Lorenz-Golf.
- NHCArchiv zu Hurrikan Noel (Englisch)
- NHC Tropical Cyclone Report zu Hurrikan Noel (PDF, Englisch; 1,9 MB)

### Tropischer Sturm Olga
In der zweiten Dezemberwoche, nach dem offiziellen Ende der atlantischen Hurrikansaison, entwickelte sich ein Tiefdruckgebiet östlich des Nordendes der Kleinen Antillen. Das System entwickelte langsam tropische Eigenschaften und am Nachmittag des 10. Dezembers klassifizierte das NHC das System nördlich von Puerto Rico zum Subtropischen Sturm Olga. Als sich das Olgas Zentrum über Hispaniola befand, stellte das NHC fest, dass der Sturm die Eigenschaften eines tropischen Sturmes zeigte und stufte ihn als solchen ein. Der Sturm zog in westlicher Richtung über die Dominikanische Republik und Haiti hinweg, wo er einige Menschenleben forderte und löste sich am 12. Dezember nördlich von Jamaika auf. Das Resttief zog weiter nach Westen und schwenkte vor der Halbinsel Yucatán nach Norden ab. Bei Florida wurde es von einer Kaltfront absorbiert, die Teil eines schweren Wintersturm an der Ostküste der Vereinigten Staaten war.
- NHC-Archiv zu Tropischer Sturm Olga (Englisch)
- NHC Tropical Cyclone Report zu Tropischer Sturm Olga (PDF, Englisch; 310 kB)

## Accumulated Cyclone Energy (ACE)
| ACE (104 kt2) – Sturm | ACE (104 kt2) – Sturm | ACE (104 kt2) – Sturm | ACE (104 kt2) – Sturm | ACE (104 kt2) – Sturm | ACE (104 kt2) – Sturm | ACE (104 kt2) – Sturm |
| --------------------- | --------------------- | --------------------- | --------------------- | --------------------- | --------------------- | --------------------- |
| 1                     | 33,75                 | Dean                  | 8                     | 1,098                 | Gabrielle             |                       |
| 2                     | 16,54                 | Felix                 | 9                     | 0,773                 | Barry                 |                       |
| 3                     | 5,213                 | Noel                  | 10                    | 0,730                 | Chantal               |                       |
| 4                     | 3,528                 | Karen                 | 11                    | 0,575                 | Olga                  |                       |
| 5                     | 1,475                 | Lorenzo               | 12                    | 0,490                 | Melissa               |                       |
| 6                     | 1,370                 | Humberto              | 13                    | 0,368                 | Erin                  |                       |
| 7                     | 1,300                 | Ingrid                | 14                    | 0,368                 | Jerry                 |                       |
| Total: 68,1           |                       |                       |                       |                       |                       |                       |

Die nebenstehende Tabelle zeigt die ACE für jeden Sturm dieses Jahres. Die ACE beschreibt die Energie eines tropischen Sturms, indem die Stärke eines Sturms mit der Dauer multipliziert wird, das heißt, lange andauernde Stürme, sowie starke Stürme haben einen hohen ACE-Wert. Traditionell werden von der NOAA lediglich Stürme mit Windgeschwindigkeiten von über 34 Knoten (63 km/h) erfasst. Obwohl Andrea ein benannter Sturm war, wird dieser nicht bei der Berechnung des ACE-Wertes berücksichtigt, weil es sich nicht um einen tropischen Sturm handelte. Andreas ACE wäre 0,861*104 kt² gewesen, der Wert für Gabrielle enthält ebenfalls nicht den Teil, in welchem der Sturm subtropisch war.

## Sturmnamen
In der atlantischen Hurrikansaison 2007 wurden die folgenden Namen verwendet. Diese Liste ist identisch mit der Liste für die Atlantische Hurrikansaison 2001, mit Ausnahme der Namen Andrea, Ingrid und Melissa, welche Allison, Iris und Michelle ersetzt haben.
Andrea, Barry, Chantal, Dean, Erin, Felix, Gabrielle, Humberto, Ingrid, Jerry, Karen, Lorenzo, Melissa, Noel und Olga
Nicht verwendet wurden die Namen Pablo, Rebekah, Sebastien, Tanya, Van und Wendy.
Diese Liste wird im Jahre 2013 wieder verwendet, mit Ausnahme der Namen Dean, Felix und Noel. Diese wurden durch die World Meteorological Organization bei der 30. Jahrestagung des Regional Association IV Hurricane Committee am 13. Mai 2008 in Orlando von der Liste der Namen tropischer Wirbelstürme gestrichen und durch die Namen Dorian, Fernand und Nestor ersetzt.